# 페나마주

페나마 주의 기(旗)

페나마주(Penama)는 바누아투 북부에 위치한 주로, 펜테코스트섬과 아오바섬, 마에워섬을 관할한다. 주도는 사라타마타이며 인구는 32,543명, 면적은 1,198km2이다. 주 이름은 펜테코스트섬과 아오바섬, 마에워섬(Pentecost, Ambae, Maewo)의 첫 글자를 조합해서 붙여진 이름이다.